# Rio Grande (Terra do Fogo)
Rio Grande é uma cidade da Argentina, localizada na costa noroeste da ilha principal da Terra do Fogo, banhada pelo Oceano Atlântico. Sua população soma 55 131 habitantes (censo de 2001) com uma densidade de 4,5 hab/km².

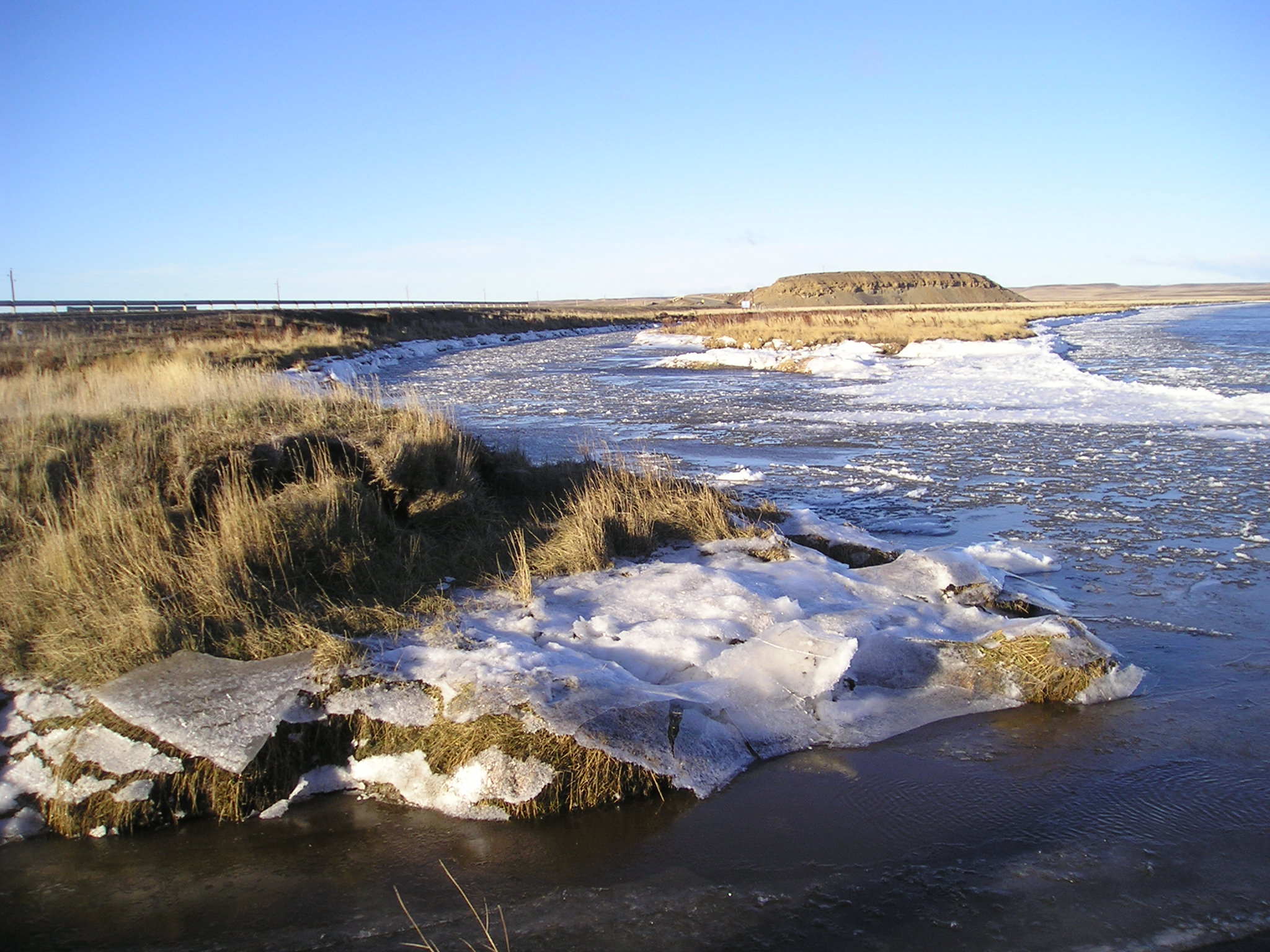
Rio Grande, no inverno